# Абилмамбет-хан
Абилмамбет-хан (ок. 1690—1771) — хан Казахского ханства (1748—1771), сын Болат-хана и внук Тауке-хана.

## Биография
В 1729 году после смерти своего отца Болат-хана султан Абилмамбет, пользовавшийся поддержкой биев, выступил одним из претендентов на общеказахский престол. Его главными противниками были Самеке-хан и Абулхаир-хан.
В 1734 году после смерти дяди Самеке-хана Абилмамбет был избран новым ханом Среднего жуза. Несмотря на своё избрание на престол, Абилмамбет-хан не контролировал территорию ханства. В Среднем жузе также правил Жанибек-султан, вассал хана Младшего жуза, который управлял частью племён аргынов, кереев, уаков, кыпчаков и алшынов. Хан Младшего жуза Абулхаир добился, чтобы часть кереев перешла во владение его сына Ерали-султана. Кроме того, некоторые рода из Среднего жуза перешли под контроль Нуралы-султана, сына Абулхаира.
В 1730—1740-х годах Абилмамбет-хан смог объединить под свой властью казахские племена Старшего и Среднего жузов, а также стал влиять на ханов Младшего жуза.
28 августа 1740 года Абилмамбет-хан и Абылай-султан вместе с 120 султанами и главами видных казахских родов прибыли в Оренбург, где заключили договор о покровительстве Российской империи над Средним жузом.
В 1741 году джунгарские войска вновь вторглись в кочевья Среднего и Младшего жузов. В одном из боёв в джунгарский плен попал Абылай-султан. Оренбургская администрация смогла убедить джунгарского хунтайджи прекратить вторжение. Вскоре Абулмамбет-хан пошёл на сближение с Джунгарским ханством и отправил в аманаты к Галдан-Цэрэну своего сына Абилпеиза, вернув себе власть над Туркестаном. После заключения мира из плена был освобождён султан Абылай, который считался Абилмамбету как сын.
В 1742-1745 годах джунгарские войска совершили ряд набегов на казахские кочевья. Некоторые султаны Среднего жуза вынуждены были признать себя вассалами хунтайджи.
В 1740-х годах большинство родов Старшего жуза при поддержке Толе-бия принесли присягу хану Среднего жуза Абилмамбету — официальному главе Казахского ханства. С принятием Абулхаиром русского подданства многие роды Младшего жуза, управлявшиеся Батыр-ханом, также подчинялись Абильмамбету и Абылаю. В 1759 году царская администрация предложила Абылаю сместить Абилмамбета и занять его место, обещая свою поддержку, однако влиятельный султан отказался.
В 1771 году Абилмамбет-хан скончался. Ему должен был наследовать один из младших братьев или сын Абилпеиз, но казахские султаны и бии на курултае в Бурабае избрали ханом трёх жузов Абылая.

## Внешняя политика
Абилмамбет поддерживал дипломатические связи с Российской империи, Джунгарским ханством, Дурранийской империей и Цинской империей. Вёл переговоры с Галдан Цэрэном о мире и освобождении Абылая султана из плена. Отправлял своих послов ко двору джунгарского правителя. В ответ прибывали джунгарские послы с требованием отправить в аманат своих детей к Галдан Цэрену. 1740 году отправляет посла Кутлымбет батыра , 1741 году Акшора батыра, 1743 году Жапек батыра в Джунгарию. Прибывшие послы вели переговоры от имени Абилмамбет хана о надёжности отношений двух сторон. Несколько раз отправлял своё посольство в  Китай (1759 - 1764). 1762 - 1763 годах прибыло посольство от Ахмад-шах Дуррани во главе с Кутшумыр ханом. Целью посольства было сообщить о планах Ахмад шаха, о походе и создании антикитайского союза с участием мусульманских государств, в том числе с Казахским ханством. 1764 году после курултая с участием казахских ханов решено направить казахское посольство во главе с Байтуган бием. Это было первое посольство побывавшее в Афганистане. Казахское посольство сообщило Ахмад шаху о решении казахских правителей на курултае, что они поддерживают этот союз в походе в Китай.